# エンゾ・ル・フェー
エンゾ・ジェレミー・ル・フェー（フランス語: Enzo Jérémy Le Fée、2000年2月3日 - ）は、フランス・ロリアン出身のサッカー選手。プレミアリーグ・サンダーランドAFC所属。ポジションはMF。

## クラブ歴
8歳の時にFCロリアンの下部組織に加入した。10年を経て、2018年11月13日にロリアンとプロ契約を締結した。2019年5月10日にリーグ・ドゥで選手初出場を記録した。2019-20シーズンにはチームの司令塔としてレギュラーを座を掴み、リーグ・アン昇格に貢献した。
2023年7月7日、移籍金2000万ユーロでスタッド・レンヌに移籍し、5年契約を結んだ。
2024年7月10日、ASローマに移籍した。8月18日、開幕戦のカリアリ戦に先発出場し、移籍後初出場を果たした。
2025年1月10日、サンダーランドAFCにレンタル移籍した。6月3日、完全移籍することが発表された。

## 代表歴
東京オリンピック代表に選出され、3試合全てに出場した。